# Conioscinella rigidiseta
Conioscinella rigidiseta är en tvåvingeart som beskrevs av Oswald Duda 1934. Conioscinella rigidiseta ingår i släktet Conioscinella och familjen fritflugor. Inga underarter finns listade i Catalogue of Life.